# بوسو (کومونه)
بوسو (به ایتالیایی: Busso) یک کومونه در ایتالیا است که در استان کامپوباسو واقع شده‌است.

## خصوصیات
بوسو ۲۳٫۶ کیلومترمربع مساحت و ۱٬۴۴۵ نفر جمعیت دارد و ۷۵۶ متر بالاتر از سطح دریا واقع شده‌است.